# ایشتیبوری
ایشتیبوری (به لاتین: Ishtiburi) یک منطقهٔ مسکونی در روسیه است که در داغستان واقع شده‌است.